# TX Возничего
TX Возничего (лат. TX Aurigae), HD 33016 — одиночная переменная звезда в созвездии Возничего на расстоянии (вычисленном из значения параллакса) приблизительно 4580 световых лет (около 1404 парсеков) от Солнца. Видимая звёздная величина звезды — от +9,2m до +8,5m.

## Характеристики
TX Возничего — красный гигант, углеродная пульсирующая медленная неправильная переменная звезда (LB) спектрального класса C5,4(N3). Радиус — около 176,07 солнечных, светимость — около 3732,383 солнечных. Эффективная температура — около 3400 К.